# Joker (andropの曲)
「Joker」（ジョーカー）は、andropの9枚目のシングル。2018年1月10日にリリースされた。

## 概要
シングルとしては、前作「SOS! feat. Creepy Nuts」より約5ヶ月ぶりのリリースとなった。
ライブ映像作品『one-man live 2017 at 日比谷野外大音楽堂』と同時発売であり、本作と合わせて購入すると、抽選で特製グッズがプレゼントが当選するキャンペーンが実施される。また、特典として、2作同時発売を記念して2018年1月26日に東京都内某所で開催されるスペシャルトークイベントに応募できるシリアルコードが封入される。
初回限定盤と通常盤で収録曲が異なっている。また、初回限定盤には、『「Joker」Official Movie』のほかに、同時発売の「one-man live 2017 at 日比谷野外大音楽堂」のダイジェスト映像やメイキング映像を収めたDVDが付属する。

## 収録曲

### 通常盤
1. Joker
映画『伊藤くん A to E』（2018年1月12日公開）主題歌。同作のために書き下ろされた[1]。2017年10月28日に開催された日比谷野外大音楽堂公演にて初披露された[2]。
2. Ao
日本赤十字社「はたちの献血」CMソング
3. SOS! (Billboard Live ver.)
バンド初のビルボード公演（2017年12月5日 Billboard Live OSAKA）の音源[3]。原曲とは歌詞が異なっており、公式ホームページにてこちらの版の歌詞も公開された[4][5]。

### 初回限定盤
1. Joker
2. Ao
3. Colorful (Billboard Live ver.)
バンド初のビルボード公演（2017年12月5日 Billboad Live OSAKA）の音源[3]。
4. Roots (Billboard Live ver.)
バンド初のビルボード公演（2017年12月5日 Billboad Live OSAKA）の音源[3]。

#### 初回限定盤付属DVD
- 「Joker」Official Movie
- 「one-man live 2017 at 日比谷野外大音楽堂」Digest Movie
- Making of 「one-man live 2017 at 日比谷野外大音楽堂」